# Hadita (cidade moderna)

Hadita (em árabe: حديثة; romaniz.: al-Haditha) é uma cidade no oeste do Iraque na província Ambar, cerca de 240 km a noroeste de Bagdá. É uma cidade agrícola situada no Rio Eufrates. Sua população, de cerca de 100.000 pessoas, são predominantemente muçulmanos sunitas árabes. A cidade fica perto do lago artificial de Buhayrat al Qadisiyyah, que foi criado pela construção da Barragem de Haditha, uma das maiores usinas hidrelétricas do Iraque.

Em 19 de novembro de 2005  a cidade foi palco de um massacre no qual fuzileiros navais estadunidenses assassinaram 24 civis iraquianos desarmados. Oito fuzileiros foram acusados de ter conexão com o massacre, seis desses tiveram seu caso arquivado, um foi inocentado e o ex-sargento, agora-soldado, Frank Wuterich foi condenado por uma única acusação de negligência por descumprimento do dever, recebeu um rebaixamento de patente e redução do salário mas não foi preso.

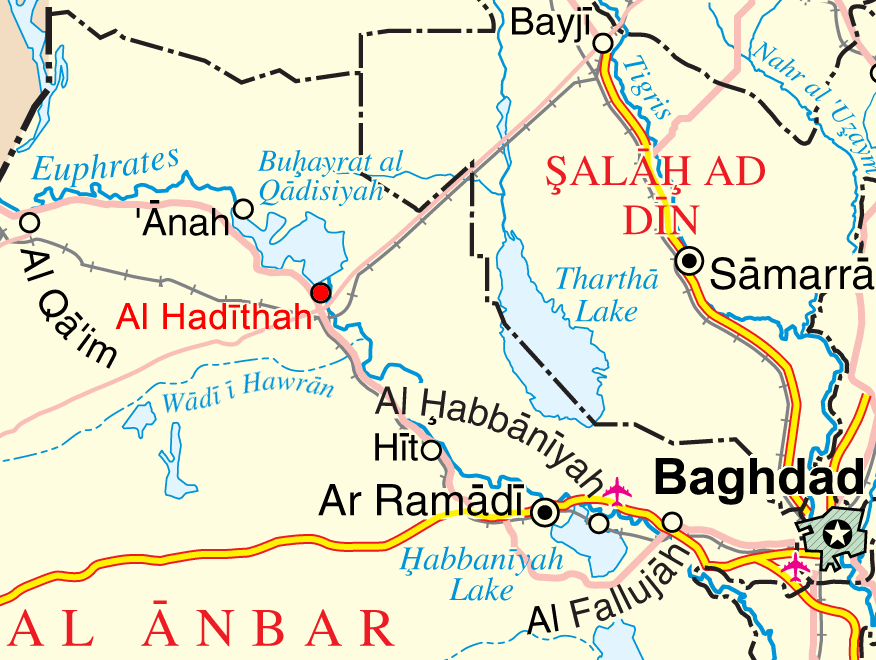
Mapa de Hadita